# Shiryu Fujiwara
Shiryu Fujiwara (藤原 志龍 Fujiwara Shiryu?, nacido el 23 de septiembre de 2000 en Tokushima) es un futbolista japonés que se desempeña como centrocampista en el Portimonense SC de la Primeira Liga.

## Trayectoria

### Clubes
| Club                     | País     | Año    |
| ------------------------ | -------- | ------ |
| Tokushima Vortis         | Japón    | 2018 - |
| Portimonense SC (cedido) | Portugal | 2019 - |

## Estadística de carrera

### J. League
| Club             | Año   | J. League | J. League | Copa J. League | Copa J. League | Total | Total |
| Club             | Año   | Part.     | Goles     | Part.          | Goles          | Part. | Goles |
| ---------------- | ----- | --------- | --------- | -------------- | -------------- | ----- | ----- |
| Tokushima Vortis | 2018  | 4         | 0         | -              | -              | 4     | 0     |
| Total            | Total | 4         | 0         | 0              | 0              | 4     | 0     |